# قنطريون حامل الصوف
القنطريون حامل الصوف واسمه العلمي (باللاتينية: Centaurea eriophora) نوع نباتي ينتمي إلى جنس القنطريون من الفصيلة النجمية.

## الموئل والانتشار
موطنه بلاد الشام والمغرب العربي وأيبيريا.

## مرادفات للاسم العلمي
- (باللاتينية: Calcitrapa eriophora (L.) Moench)
- (باللاتينية: Cyanus eriophorus Gaertn.)
- (باللاتينية: Eriopha eriopha Hill)
- (باللاتينية: Jacea pratensis subsp. pratensis)